# Clase Canberra
La clase Canberra es una clase de buque de guerra del tipo Landing Helicopter Dock (LHD) que se construyen para la Marina Real Australiana (RAN). Como planificación de la actualización de la flota anfibia de la Armada iniciada en 2000, basadas en experiencias australianas, al liderar una fuerza internacional para la operación de mantenimiento de la paz en Timor Oriental. En 2004, la compañía francesa Dirección de Construcciones Navales (DCN) y la española Navantia fueron invitadas a realizar propuestas para la licitación, con las empresas ofreciendo el buque de asalto anfibio clase Mistral y el diseño del "Buque de Proyección Estratégica" (dado de alta más tarde como Juan Carlos I (L-61)) respectivamente. El diseño español fue seleccionado en 2007, con Navantia responsable de la construcción de los buques desde la quilla a la cubierta de vuelo, tras lo cual los cascos serán transportados a Australia para la terminación por BAE Systems Australia.
La construcción de la primera nave, el HMAS Canberra, comenzó a finales de 2008, y el casco se inició a principios de 2011. Los trabajos en el segundo buque el HMAS Adelaide, comenzaron a principios de 2010. Se espera que los barcos pasen a entrar en servicio en 2014 y 2015, para reemplazar a la clase Kanimbla (LPA) y al buque de desembarco pesado Tobruk. Con un desplazamiento de más de 27 851 toneladas (27 411 toneladas largas; 30 700 toneladas cortas), serán los buques de guerra más grandes jamás operados por la RAN.

## Planificación y selección
La planificación del reemplazo de los buques anfibios de la clase LPA Kanimbla y Manoora y del buque de desembarco pesado Tobruk comenzó ya en 2000, con la intención anunciada en el libro blanco de defensa 2000: el futuro de nuestras fuerzas de defensa. La importancia de la guerra anfibia se demostró durante el liderazgo de Australia de la Fuerza Internacional para la operación de mantenimiento de la paz de Timor Oriental, la dificultad en el apoyo de una fuerza expedicionaria a uno de los vecinos más cercanos de Australia demostró que se necesitaba mejorar la capacidad anfibia de transporte marítimo.
En noviembre de 2003, el ministro de defensa, Robert Hill, lanzó la Revisión de Capacidad de Defensa, la cual afirmaba que se estaban buscando dos barcos con un desplazamiento de al menos 20 000 toneladas (20 000 toneladas largas; 22 000 toneladas cortas) y capaz de lanzar cinco o seis helicópteros simultáneamente. La adquisición fue incluida bajo la denominación de adquisiciones Proyecto JP2048: aunque la fase 1 de la JP2048 preveía un nuevo tipo de nave de desembarco para la clase Kanimbla (el LCM2000), las fases 2 y 4 fueron para identificar y, a continuación, adquirir los buques anfibios nuevos y la fase 3 cubre el diseño y construcción de embarcaciones de desembarco (LCM) para operar con los nuevos buques. Los barcos son para reemplazar a uno de los buques de la clase Kanimbla y al Tobruk; el otro buque de la clase Kanimbla será reemplazado por un buque marítimo estratégico.
En enero de 2006, el Gobierno australiano anunció los nombres de los buques previstos: Canberra y Adelaida. Tras el anuncio, las sugerencias de nombres alternativos se expresaron en varios lugares. La Navy League of Australia propuso que en lugar de Adelaida debe ser nombrado Australia; utilizando el nombre de la nación y su capital para los dos buques más poderosos de la RAN, como había sido el caso de los dos cruceros de la Armada de la clase County en la época de la Segunda Guerra Mundial, mientras facilita el nombre para el cuarto destructor de la clase Hobart propuesto por la League. Alternativamente, un miembro del Instituto Naval Australiano opinó que los barcos deberían llamarse Gallípoli y Guadalcanal; el primero refleja el desembarco de Gallípoli, una de las primeras operaciones anfibias de la era moderna, el segundo el reconocimiento de la campaña anfibia para recapturar Guadalcanal y los esfuerzos de la Marina y el Cuerpo de Marines de los Estados Unidos para ayudar a Australia durante la Segunda Guerra Mundial.
|                       | DCN    | Navantia | Kanimbla |
| --------------------- | ------ | -------- | -------- |
| Desplazamiento (t)    | 24.000 | 27.000   | 8.500    |
| Autonomía (mn)        | 11.000 | 9.000    | 14.000   |
| Dotación              | 177    | 240      | 210      |
| Tropas                | 1000   | 1100     | 450      |
| Vehículos (m²)        | 1000   | 2000     | 700      |
| Helicópteros          | 16     | 11       | 4        |
| Puntos de apontaje    | 6      | 6        | 2/3      |
| Lanchas de desembarco | 4 LCM  | 4 LCM    | 2 LCM-8  |

En febrero de 2004 se envió una solicitud de información a dos constructores europeos, la compañía francesa Direction des Constructions Navales (DCN) y la compañía española Navantia, invitándolos a la licitación. No se incluyeron a los constructores navales estadounidenses, porque los buques de guerra anfibia de la Armada de Estados Unidos eran demasiado grandes para los requerimientos australianos y necesitaban demasiado personal o no podían operar el número de helicópteros requeridos. DCN respondió con una versión ampliada del buque de asalto anfibio de la clase Mistral; con un desplazamiento superior en 2000 toneladas (2000 toneladas largas; 2200 toneladas cortas) a los buques de 22 000 toneladas (22 000 toneladas largas; 24.000 toneladas cortas) activos con la Marina francesa. Por otra parte, los españoles asociados con la empresa australiana Tenix ofrecieron un diseño que estaba siendo construido por Navantia para la Armada española, el "Buque de Proyección Estratégica" (dado de alta más tarde como Juan Carlos I). Aunque era 4000 toneladas (3900 toneladas largas; 4400 toneladas cortas) más grande y con una mayor capacidad de tropas, vehículos y helicópteros en comparación con la clase Mistral, el barco español estaban aún en construcción en el momento de la oferta y no se preveía la entrada en servicio hasta finales de 2008. El 20 de junio de 2007, el ministro de defensa Brendan Nelson anunció que el contrato de 3 mil millones de dólares para construir la clase Canberra había sido adjudicado a Navantia y Tenix. A pesar de un diseño no probado, la oferta española se acercaba más a los requisitos de la RAN y hubo beneficios de ordenar los Canberra y los destructores antiaéreos de la clase Hobart, y al mismo tiempo se tenía en consideración a la misma empresa.

## Diseño y capacidades
Los buques de la clase Canberra tienen 230,8 m (757 pies) de longitud total, con una anchura máxima de 32 m (105 pies) y un calado máximo de 7,18 m (23,6 pies). A plena carga, cada barco desplaza 27 851 toneladas (27 411 toneladas largas; 30 700 toneladas cortas), haciendo que sean los buques más grandes que vayan a servir en la RAN. Los Canberras tienen las mismas dimensiones físicas que el Juan Carlos I, pero difieren en el diseño de la superestructura de la isla y el diseño interno, a fin de satisfacer los requerimientos y condiciones australianas. A diferencia del buque español, los barcos australianos están construyéndose siguiendo las normas Navales de la Lloyd’s.
La propulsión la proporcionan dos impulsores de 11 megavatios azimut con motores eléctricos incorporados. La electricidad es proporcionada por un sistema combinado de diésel y gas, con una única turbina de General Electric LM 2500 (con una producción de 17,4 megavatios) apoyada por dos motores diésel de 7,2 megavatios. Los buques tendrán una velocidad máxima de 20,5 nudos (38,0 km/h; 23,6 mph), con un alcance de 8000 millas náuticas (15 000 km; 9200 mi) a 15 nudos (28 km/h; 17 mph), o 9250 millas (17 130 km; 10 640 mi) a 12 nudos (22 km/h; 14 mph).
Cada nave está equipada con un sistema de gestión de combate Saab 9LV Mark 4. La suite incluye un radar de vigilancia Sea Giraffe 3D y un sistema de búsqueda y seguimiento por infrarrojos Vampir NG. Para la autodefensa, se instalarán en los LHDs cuatro sistemas remotos RAFAEL Typhoon de 25 mm, uno en cada esquina de la cubierta de vuelo, para protección contraataques asimétricos. La defensa contra aviones y objetivos más grandes será prestada por los buques de escolta y el apoyo aéreo de la Real Fuerza Aérea Australiana. La dotación de los buques consistirá de base en 243 personas, más un máximo de 36 efectivos adicionales de las tres ramas de las Fuerzas Armadas de Australia.
Los LHDs transportarán 978 soldados y su equipo, que con sobrecapacidad puede transportar otros 146 más. Son capaces de desplegar una compañía reforzada de hasta 220 soldados a la vez por transporte aéreo. A mediados de 2010, el 4 º Batallón, Regimiento Real australiano se estaba formando para las funciones de guerra anfibia y comando. El Canberra y el Adelaida tienen un aforo vehicular de 830 m de carril (equivalentes a 3290 m² (35 400 pies cuadrados) de espacio). Dos cubiertas para vehículos (una para vehículos ligeros y otra vehículos pesados y tanques) con áreas de 1889 metros cuadrados (20 330 pies cuadrados) y 1410 m² (15 200 pies cuadrados) respectivamente. La cubierta del muelle es capaz de lanzar y recuperar lanchas de desembarco en condiciones de hasta estado de la mar 4.

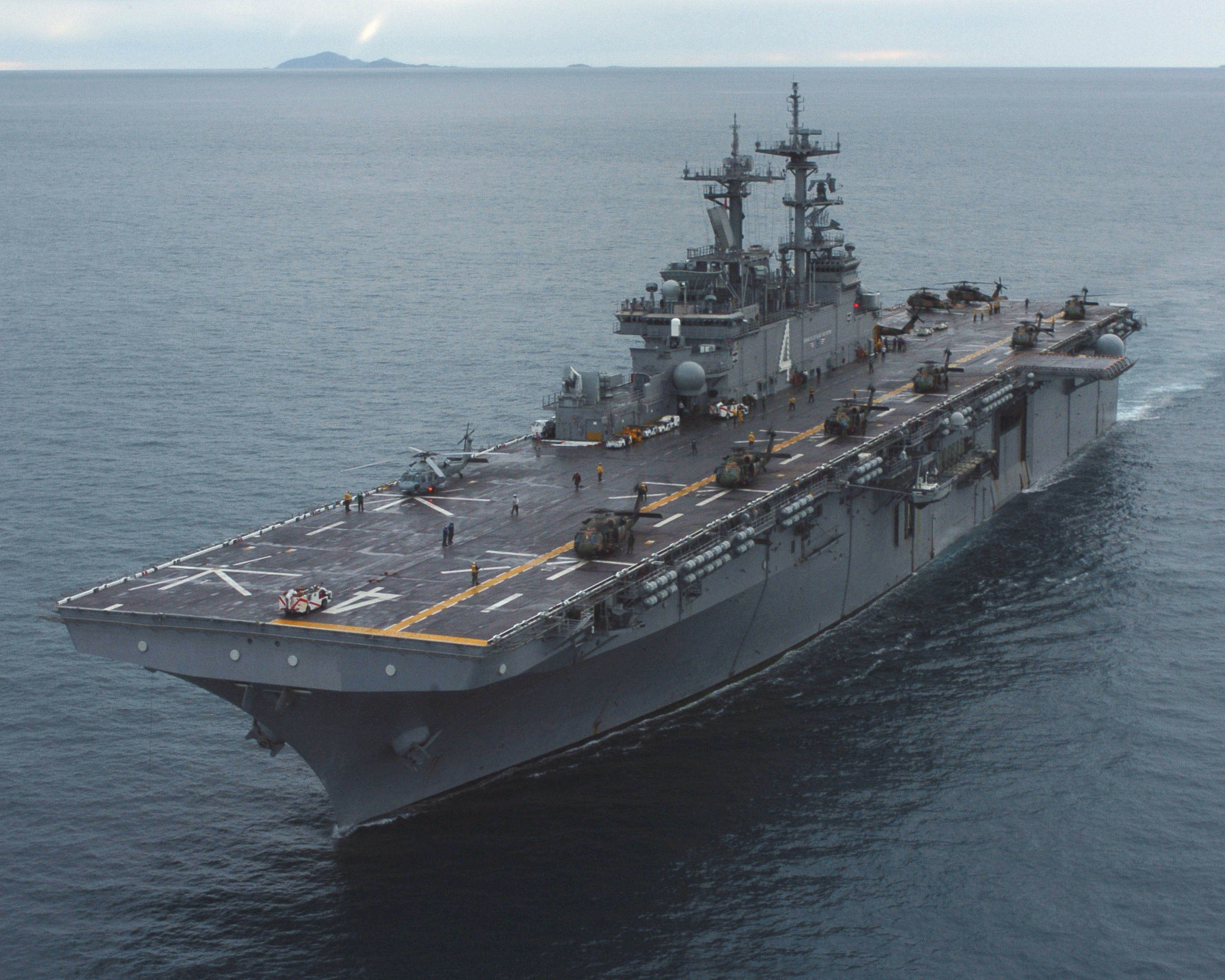
S-70 Blackhawk de la Marina Australiana operando desde uno de los buques americanos de la clase Wasp.

La zona del hangar tiene un área de 990 m² (10 700 pies cuadrados). Puede transportar a un grupo aéreo de entre 16 y 24 helicópteros, una mezcla de helicópteros de transporte MRH-90 y helicópteros antisubmarinos S-70B Seahawk. Aunque podría pensarse que es demasiado grande para el hangar, los helicópteros como el Boeing CH-47 Chinook pueden hacerlo desde la cubierta de vuelo. El “sky jump” del Juan Carlos I se ha mantenido en las naves de la RAN, pero a pesar de numerosas recomendaciones para que el Canberra pudiera utilizarse como portaaviones para operaciones de vuelo (principalmente con un grupo de aviones F-35B Lightning II STOVL), la RAN ha indicado por ahora que el asunto no está bajo consideración.
El 29 de septiembre, el ministro de defensa australiano, anunció el encargo de 12 lanchas de desembarco LCM-1E para ser utilizadas desde los dos buques de la clase, idénticas a las entregadas a la Armada española, a construir en las factorías de Navantia en la bahía de Cádiz, suponiendo este encargo unas 350 000 horas de trabajo.

## Construcción

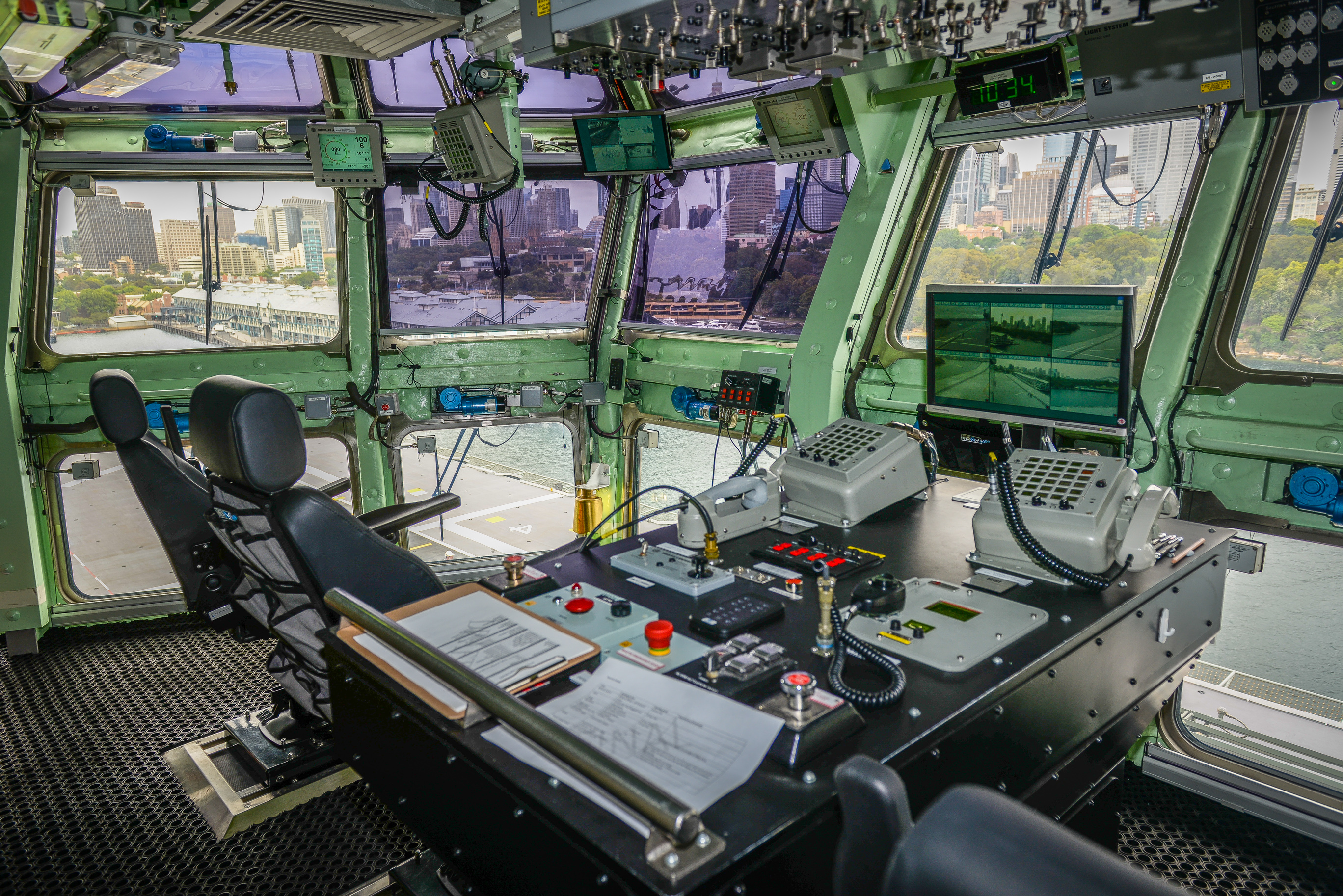
Sala de control de vuelos del HMAS Canberra (LHD 02)

Navantia tiene contrato para construir los cascos de los barcos hasta la cubierta de vuelo, en su astillero en Ferrol, Galicia. Los cascos, a continuación, serán transportados por un barco de carga pesada a Williamstown, Victoria, donde la instalación de la superestructura de la isla y los sistemas internos del casco debe completarse por BAE Systems Australia (que adquirió Tenix a mediados de 2008). Cada nave está construida a partir de 104 "bloques", que son fabricados de forma individual y ensamblados en la grada.
La construcción del Canberra comenzó en septiembre de 2008, cuando se cortó el primer acero. Los tres primeros bloques se establecieron en grada el 23 de septiembre de 2010. El casco fue botado el 17 de febrero de 2011. La entrega a Williamstown se espera para mediados de 2012, con el buque comisionado para la RAN en 2014.
El corte de acero del Adelaida comenzó en febrero de 2010. Los bloques se terminaron de construir en abril de 2011, y será botado el 4 de julio de 2012, esperándose que se entregue a Australia en 2013 para equipamiento y entre en servicio para mediados o finales de 2015.

### Buques de la clase
• HMAS Canberra (LHD 02)
• HMAS Adelaide (LHD 01)

### Buques similares
• Juan Carlos I (L-61)

### Listas relacionadas
• Buques de asalto anfibio por países
• Portaaviones por país